# Гидроксид радия
Гидроксид радия — неорганическое соединение, гидроксид металла радия с формулой Ra(OH)2, бесцветные кристаллы, растворимые в воде. Является щелочью.

## Получение
- Действие воды на металлический радий:

{\displaystyle {\mathsf {Ra+2H_{2}O\ {\xrightarrow {}}\ Ra(OH)_{2}+H_{2}\uparrow }}}

## Физические свойства
Гидроксид радия образует бесцветные кристаллы, которые растворяются в воде лучше гидроксида бария, и обладает более основными свойствами.
Образует кристаллогидрат состава Ra(OH)2•8H2O.

## Химические свойства
Гидроксид радия обладает высокими коррозионными свойствами. В частности, он способен разрушать стекло своими водными растворами при комнатной температуре подобно гидроксиду цезия.

## Биологические свойства
Гидрооксид радия Ra(OH)2 — едкое, токсичное, и коррозионно-активное вещество. Значительно более ядовит, чем его аналоги гидроксид бария Ba(OH)2 и гидроксид стронция Sr(OH)2.